# Стейси, Джордж
Джордж Уи́льям Сте́йси (англ. George William Stacey; апрель 1887 — 1972) — английский футболист, выступавший на позиции левого защитника за ряд английских клубов, включая «Барнсли» и «Манчестер Юнайтед».

## Биография
Родился в Торп-Хесли, Ротерем. Начал карьеру в местном клубе «Торп Хесли». В мае 1902 года перешёл в «Уэнсдей», но в основном составе не выступал. После этого играл за «Торнхилл Юнайтед», а в августе 1905 года перешёл в «Барнсли». В апреле 1907 года подписал контракт с «Манчестер Юнайтед». За переход Стейси руководство «Юнайтед» заплатило £200.
Стейси дебютировал за «Манчестер Юнайтед» 12 октября 1907 года в матче против «Ньюкасл Юнайтед», в котором «красные» одержали победу на выезде со счётом 6:1. В этом сезоне Стейси сыграл ещё 18 матчей и забил 1 гол, а «Юнайтед» выиграл чемпионский титул Первого дивизиона с девятиочковым отрывом от «Астон Виллы, финишировавшей на втором месте. В следующем сезоне Стейси провёл 38 матчей и помог своей команде выйти в Финал Кубка Англии, а затем и выиграть этот трофей. В сезоне 1910/11 «Юнайтед» с Джорджем Стейси в качестве игрока основного состава вновь стал чемпионом Англии.
В 1912 году Стейси получил вызов в сборную Англии, однако так и не сыграл за неё ни одного матча.
Он выступал за «Манчестер Юнайтед» вплоть до перерыва, связанного с началом Первой мировой войны. В военное время Стейси сыграл в качестве гостя за «Ротерем Каунти». По окончании сезона 1918/19 в военной лиге Стейси завершил карьеру футболиста.

## Достижения
Манчестер Юнайтед
- Чемпион Первого дивизиона (2): 1907/08, 1910/11
- Обладатель Кубка Англии: 1909
- Обладатель Суперкубка Англии (2): 1908, 1911
- Итого: 5 трофеев

## Статистика выступлений
| Клуб              | Сезон            | Лига | Лига | Кубок | Кубок | Прочие | Прочие | Итого | Итого |
| Клуб              | Сезон            | Игры | Голы | Игры  | Голы  | Игры   | Голы   | Игры  | Голы  |
| ----------------- | ---------------- | ---- | ---- | ----- | ----- | ------ | ------ | ----- | ----- |
| Барнсли           | 1905/06          | 27   | 3    | 3     | 2     | 0      | 0      | 30    | 5     |
| Барнсли           | 1906/07          | 37   | 3    | 5     | 0     | 0      | 0      | 42    | 3     |
| Барнсли           | Итого            | 64   | 6    | 8     | 2     | 0      | 0      | 72    | 8     |
| Манчестер Юнайтед | 1907/08          | 18   | 1    | 3     | 0     | 2      | 0      | 23    | 1     |
| Манчестер Юнайтед | 1908/09          | 32   | 0    | 6     | 0     | 0      | 0      | 38    | 0     |
| Манчестер Юнайтед | 1909/10          | 32   | 0    | 1     | 0     | 0      | 0      | 33    | 0     |
| Манчестер Юнайтед | 1910/11          | 36   | 0    | 3     | 0     | 0      | 0      | 39    | 0     |
| Манчестер Юнайтед | 1911/12          | 29   | 2    | 6     | 0     | 1      | 0      | 36    | 2     |
| Манчестер Юнайтед | 1912/13          | 36   | 1    | 5     | 0     | 0      | 0      | 41    | 1     |
| Манчестер Юнайтед | 1913/14          | 34   | 1    | 1     | 0     | 0      | 0      | 35    | 1     |
| Манчестер Юнайтед | 1914/15          | 24   | 4    | 1     | 0     | 0      | 0      | 25    | 4     |
| Манчестер Юнайтед | Итого            | 241  | 9    | 26    | 0     | 3      | 0      | 270   | 9     |
| Всего за карьеру  | Всего за карьеру | 305  | 15   | 34    | 2     | 3      | 0      | 342   | 17    |